# Filialkirche Pesenbach

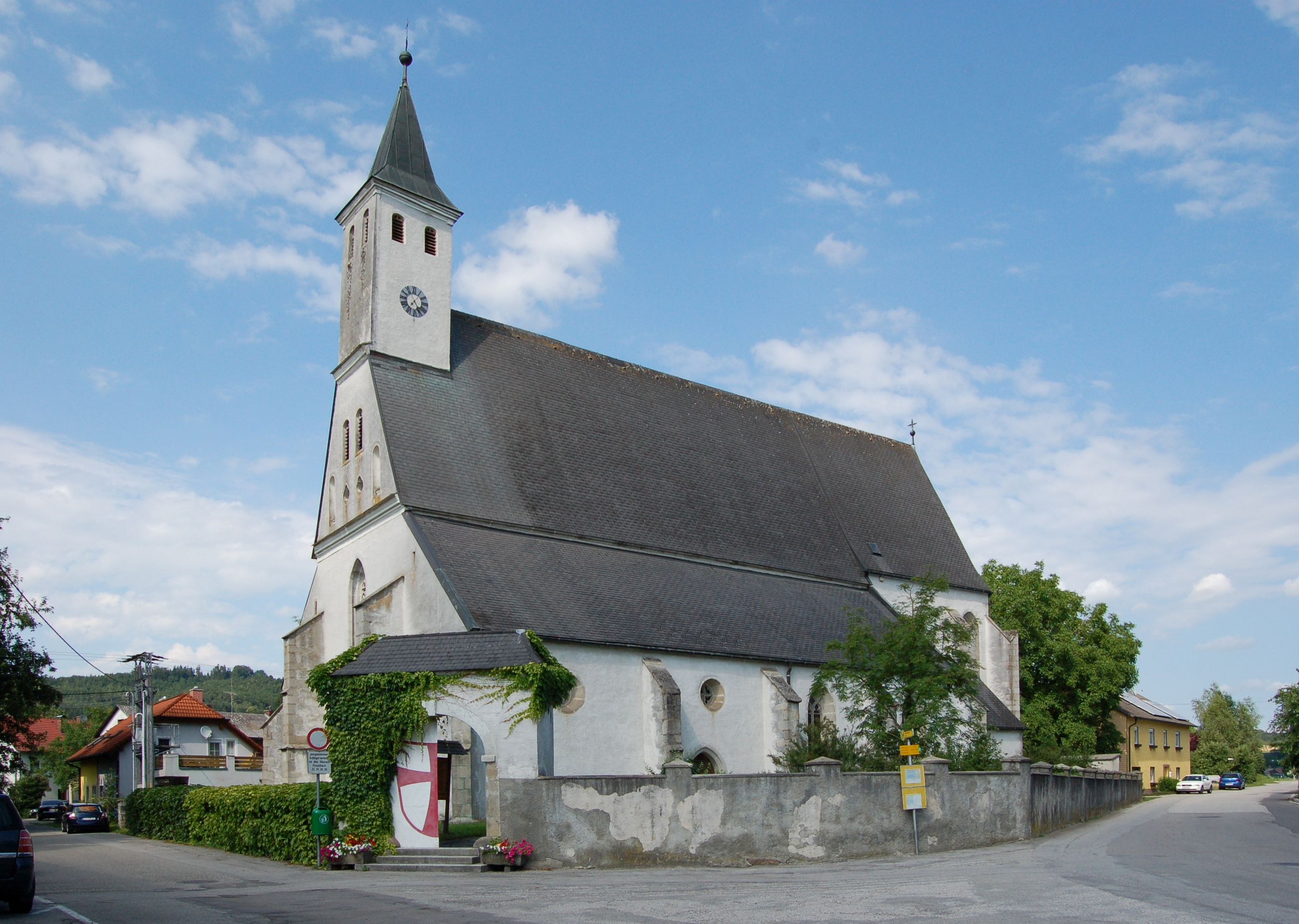
Katholische Filialkirche hl. Leonhard in Pesenbach

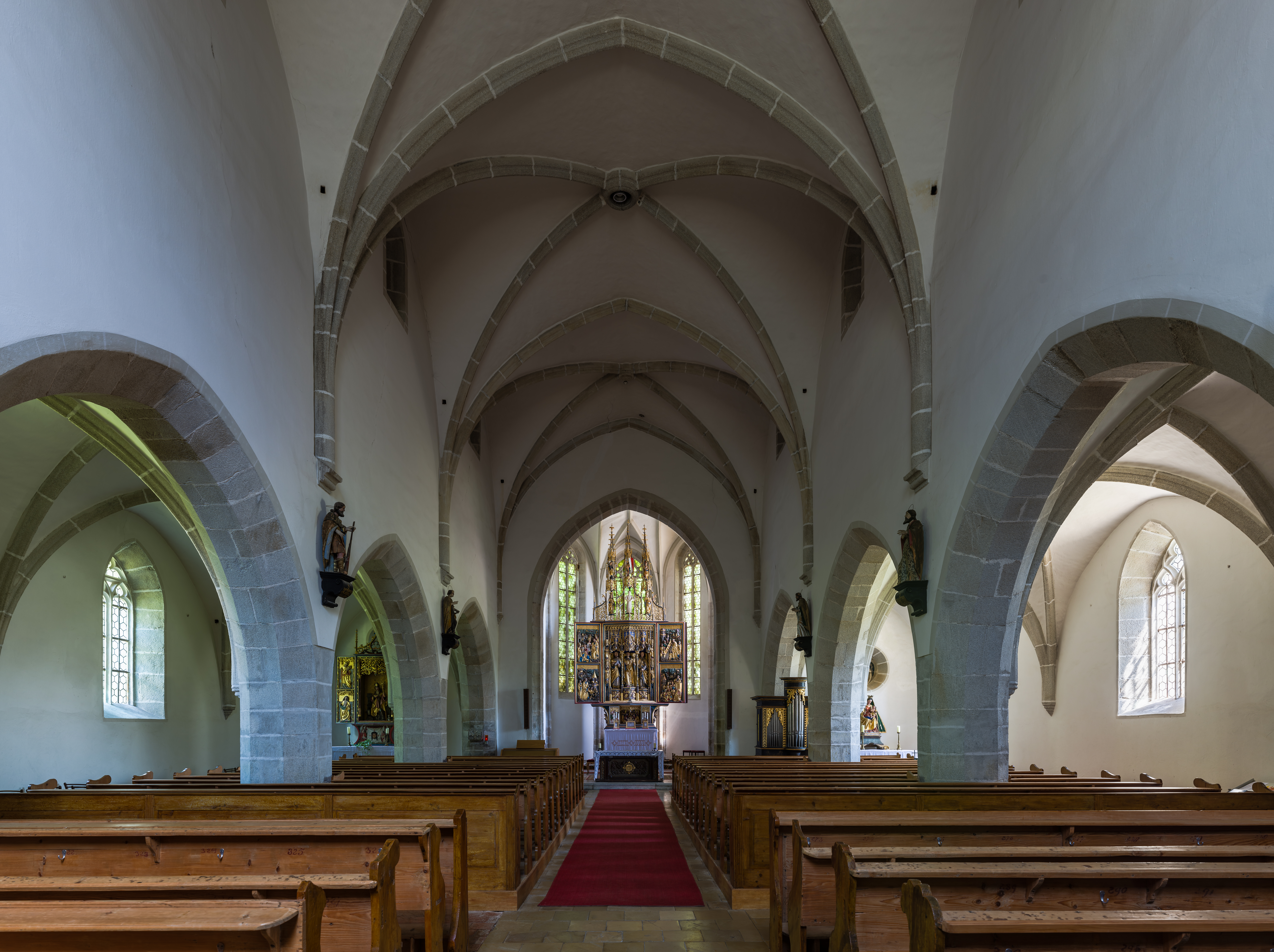
Mittelschiff, Blick zum Chor

Die römisch-katholische Filialkirche Pesenbach steht nordöstlich in der Ortschaft Pesenbach in der Marktgemeinde Feldkirchen an der Donau im Bezirk Urfahr-Umgebung in Oberösterreich. Die dem Patrozinium des hl. Leonhard unterstellte Filialkirche gehört zum Dekanat Ottensheim in der Diözese Linz. Die Kirche steht unter Denkmalschutz (Listeneintrag).

## Geschichte
Urkundlich wurde 1395 Sant Lienhart genannt. Die Filialkirche der Pfarrkirche Feldkirchen an der Donau ist dem Stift Sankt Florian inkorporiert.
Das Langhaus entstand ab 1300 in der ersten Hälfte des 14. Jahrhunderts und um 1480 der Chor und der Treppenturm in der nördlichen Chorecke und die Maßwerkfenster. Der Westgiebel wurde in der zweiten Hälfte des 17. Jahrhunderts barockisiert. Von 1975 bis 1979 wurde die Kirche restauriert.

## Architektur
Die gotische Pfeilerbasilika mit einem barocken Giebelreiter hat eine bedeutende spätgotische Einrichtung, die Kirche ist ringförmig von einer Kirchhofmauer umgeben.
Das Kircheninnere zeigt ein dreischiffiges vierjochiges Langhaus mit Kreuzrippengewölben. Der spätgotische zweijochige Chor mit der Breite des Mittelschiffs schließt mit einem Fünfachtelschluss und hat ein Netzrippengewölbe mit Springrauten. Im südlichen Chorwinkel steht eine eingeschoßige zweijochige Sakristei und im nördlichen Chorwinkel ein halbkreisförmiger Treppenturm.

## Einrichtung
Im Chor steht der spätgotische Pesenbacher Flügelaltar.
Das frühbarocke hinterspielige Orgelpositiv aus 1697 steht unter dem südöstlichen Arkadenbogen, das dreifeldrige Prospekt mit symmetrischen Flachfeldern und einem runden Mittelturm zeigt sich im Stil der Passauer Schule des 17. Jahrhunderts, das großteils originale Pfeifenwerk hat eine sogenannte gebrochene Bassoktav (I Man./6 Reg.).